# Michele Mazzucato
Michele T. Mazzucato (né le 21 octobre 1962  à Savillan, la province de Coni, au Piémont) est un astronome italien.

## Biographie
Michele Mazzucato, arpenteur, garde forestier de profession, a longtemps été un astronome amateur et curieux d'astronomie. Il est né à Savillan, dans la même commune qu'une autre astronome célèbre Giovanni Schiaparelli.
Ses principaux domaines d'intérêt sont l'histoire de l'astronomie, la géodésie géométrique et l'astrométrie des petits corps du système solaire.
Il est membre de diverses associations scientifiques et cofondateur associé, en 1999, du groupe d'astrophiles M1 de Castiglione dei Pepoli. Il a écrit de nombreux articles au caractère scientifique et populaire et quelques livres.
Découvreur prolifique d'objets célestes, il a fait plusieurs découvertes d'astéroïdes, de comètes rasantes, de supernovæ (il fut le premier Italien à atteintre le nombre de 100 découvertes de supernovae), d'objets de la ceinture de Kuiper, de novæ et d'étoiles variables.

## Reconnaissance
- En son honneur fut nommé l'astéroïde (35461) Mazzucato[3],[4], découvert par Andrea Boattini et Luciano Tesi le 26 février 1998.

- En 2007, il a remporté le prix « Météorite d'Or » de la Ville de Secinaro, section comètes[5].

## Découvertes
Astéroïdes de la ceinture principale : 6
| Astéroïde            | Date de découverte | Codécouvreur(s)      |
| -------------------- | ------------------ | -------------------- |
| (216345) Savigliano  | 4 décembre 2007    | avec Luciano Tesi    |
| (236784) Livorno     | 12 août 2007       | avec Luciano Tesi    |
| (246153) Waltermaria | 15 août 2007       | avec Fabio Dolfi     |
| (304813) Cesarina    | 16 août 2007       | avec Fabio Dolfi     |
| (309227) Tsukiko     | 16 août 2007       | avec Fabio Dolfi     |
| (400193) Castión     | 14 décembre 2006   | avec Andrea Boattini |

Comètes
| Dénomination          | Date de la découverte | Source        |
| --------------------- | --------------------- | ------------- |
| C/2006 F5 (SOHO)      | 21 mars 2006          | MPEC 2006-K10 |
| C/2006 Y9 (SOHO)      | 21 décembre 2006      | MPEC 2007-D17 |
| C/2006 Y11 (SOHO)     | 24 décembre 2006      | MPEC 2007-K45 |
| C/2007 W4 (SOHO)      | 19 novembre 2007      | MPEC 2008-B10 |
| C/2008 L8 (SOHO)      | 10 juin 2008          | MPEC 2008-O23 |
| C/2008 X8 (SOHO)      | 2 décembre 2008       | MPEC 2009-E60 |
| C/2015 (SOHO)[Quoi ?] | 21 juin 2015          | (SOHO-2968)   |

Objets de la ceinture d'Edgeworth-Kuiper (liste partielle)
| Dénomination                   | Source        |
| ------------------------------ | ------------- |
| 2004 LV31                      | MPEC 2012-FA9 |
| 2004 LW31                      | MPEC 2012-FA9 |
| 2011 HM102*                    | MPEC 2012-T05 |
| 2011 JX31                      | MPEC 2012-X59 |
| * Astéroïde troyen de Neptune. |               |

Supernovae (liste partielle)
| Dénomination | Source    | Note                                           |
| ------------ | --------- | ---------------------------------------------- |
| PTF10guz     | ATel 2600 | possible supernova super-Chandrasekhar massive |
| PTF10xgx     | ATel 2917 | possible supernova super-Chandrasekhar massive |

Étoiles variables (liste partielle)
| Dénomination   | Source                | Note                                              |
| -------------- | --------------------- | ------------------------------------------------- |
| PTF1J0857+0729 | Levitan et al. (2013) | système stellaire binaire variable de type AM CVn |
| PTF1J0435+0029 | Levitan et al. (2013) | système stellaire binaire variable de type AM CVn |